# Municipio de Condon
El municipio de Condon (en inglés: Condon Township) es un municipio ubicado en el condado de Tripp en el estado estadounidense de Dakota del Sur. En el año 2010 tenía una población de 37 habitantes y una densidad poblacional de 0,4 personas por km².

## Geografía
El municipio de Condon se encuentra ubicado en las coordenadas 43°32′55″N 99°41′15″O / 43.54861, -99.68750. Según la Oficina del Censo de los Estados Unidos, el municipio tiene una superficie total de 93.24 km², de la cual 92,85 km² corresponden a tierra firme y (0,41 %) 0,38 km² es agua.

## Demografía
Según el censo de 2010, había 37 personas residiendo en el municipio de Condon. La densidad de población era de 0,4 hab./km². De los 37 habitantes, el municipio de Condon estaba compuesto por el 97,3 % blancos y el 2,7 % eran de una mezcla de razas. Del total de la población el 0 % eran hispanos o latinos de cualquier raza.